# Rejon jemielianowski
Rejon jemielianowski (ros. Емель́яновский райо́н, Jemieljanowskij rajon) – rejon administracyjny i komunalny Kraju Krasnojarskiego w Rosji. Stolicą rejonu jest robotnicze osiedle typu miejskiego Jemieljanowo, którego ludność stanowi 26,6% populacji rejonu. Rejon został utworzony 3 maja 1938 roku.

## Położenie
Rejon ma powierzchnię 7 441 km² i znajduje się w południowośrodkowej części Kraju Krasnojarskiego, granicząc na północny z rejonem bolszemurtyńskim, na północnym wschodzie z rejonem suchobuzimskim, na wschodzie z rejonem bieriozowskim i Krasnojarskiem, na południu z rejonem bałachtińskim, na zachodzie z rejonem kozulskim, a na północnym zachodzie z rejonem biriluskim.

Przez rejon przebiega droga magistralna M53 oraz linia kolei transsyberyjskiej.

## Ludność
W 1989 roku rejon ten liczył 48 375 mieszkańców, w 2002 roku 45 656, w 2010 roku 51 015, a w 2011 zaludnienie wzrosło do 51 159 osób.

## Podział administracyjny
Administracyjnie rejon dzieli się na dwa osiedla typu miejskiego: Pamjati 13 Bortcow (Памяти 13 Борцов) i Jemelianowo (Емельяново) oraz 12 sielsowietów.